# (536) Merapi
(536) Merapi ist ein Asteroid des Hauptgürtels, der am 11. Mai 1904 vom US-amerikanischen Astronomen George Henry Peters entdeckt wurde.
Der Asteroid wurde benannt nach dem Vulkan Merapi auf Sumatra, Indonesien. Der Entdecker nahm an einer Expedition zur Beobachtung der Sonnenfinsternis vom 18. Mai 1901 teil.